# Famille Both
Pour les articles homonymes, voir Both.
La famille Both est une ancienne famille de la noblesse hongroise qui remonte à l'ère des Árpáds. Du XIIIe siècle au XXe siècle, plusieurs personnalités en ont fait partie ou y sont affiliées. Ils étaient magnats magnificus et barons médiévaux du royaume de Hongrie.

## Origines
On trouve dans une transcription de 1383, écrite par le Juge du royaume Miklós Szécsi, d'une charte de 1061, que la famille Both (Bot ou Bod) est sortie du clan Csorna (parfois orthographié « Chorna » ou « Turna » dans certains documents), pour fonder son propre clan,. Le clan Csorna est issu du clan Osl: Osli de genere Csorna. Osl est l'un des 108 clans de l'une des sept tribus magyares impliquées dans l'honfoglalás au IXe siècle et qui avait reçu la tâche de coloniser l'actuelle région de Győr-Moson-Sopron. Les archives les plus anciennes de la famille Both datent de 1282.
La famille Both reçoit le droit de sang (pallosjogot), (pouvoir judiciaire quasi absolu sur ses terres pouvant aller jusqu'à la peine de mort) en 1339, de la part du roi Charles Robert de Hongrie, confirmé en 1438, privilège réservé aux chefs religieux, aux comtes et nobles éminents, puis à certaines villes royales.
Au cours des siècles, la famille a acquis de nombreux domaines et châteaux. Elle a été parmi les familles de barons médiévaux les plus respectées du royaume de Hongrie.

### Branche Bothfalvai Both

#### Histoire
La famille Both de Bothfalva était possessionnée en actuelle Slovaquie (Eperjes, Kassa), dans les comtés de Sáros, de Ung, de Bihar et de Veszprém.
- Both (Bot, Bod ou encore Bud), seigneur de Felsősebes dans le comté de Sáros, est l'ancêtre éponyme de la famille. Fils de "noble" Gothard de Csorna[7], il reçoit en 1285 le château et les terres de Kistarnóc de la part du roi Ladislas IV de Hongrie. Au service de l'oligarche de Hongrie Amade Aba, il reçoit avec son frère, István dictus niger, en 1310[7],[8] à la demande de ce dernier pour leurs mérites, le domaine de Panatarnóca (lat. : Panatarnoucha) de la part du roi Charles Robert de Hongrie, lequel domaine devient Bothfalva.
- István Both de Bothfalva et Hrabólcz (bothfalvai és hrabólczi Both), épouse Sára Leszteméri vers 1354.
- "Dacsó" Miklós Both de Bothfalva (fl. 1378-1423) alispán (vice comte-suprême) de Ung, seigneur d'Ásgúth et Botfalva.
- Péter Both de Bothfalva (fl. 1409-1417), alispán d'Ugocsa.
- György Both de Bothfalva (fl. 1409-1451), alispán de Ung.
- Zsigmond Both de Bothfalva (fl. 1409-1430), alispán de Ung, familier (familiaritás) du palatin Máté Pálóczy.
- László Both de Bothfalva (fl. 1430-1439), alispán de Ung, également familier des Pálóczy.
- Péter Both de Bothfalva (fl. 1477-1526), juge des nobles du comté (1477) puis alispán de Ung (1483–1484, 1526).
- János (Jean) Both, gouverneur de Belgrade en 1430.
- Miklós Both de Bothfalva, fils de Péter (fl. 1497), alispán de Sáros.
- Szilveszter, János et Gál, tous trois fils de Jakab Bod/Both de Bodfalwa, sont membres de la diète et participent à l'élection du roi Matthias le 20 janvier 1458. Szilveszter et son frère János, cités comme ispán de Ung, se livrent à la coutume d'alors, demandent et reçoivent un don de blason du roi le 21 février 1460 en témoignage d'ancienne noblesse[5],[9].
- András Both de Bothfalva, capitaine (gouverneur) de la ville d'Újvár en 1490.
- Péter Both, gouverneur de Várad, il est főispán du Bihar en 1550[10].
- Gyula Both von Bothfalva (XVIIIe siècle-XIXe siècle), juge en chef de Haute-Hongrie (oberster Richter der oberungarischen) à Eperjes.
- Gyula Both von Bothfalva (1839-1910), juge de la cour d’appel royale (királyi ítélőtáblái biró) d'Eperjes, grand propriétaire, grand administrateur de l'Église protestante (egyházi fögondnok), membre du conseil du comitat de Sáros[11].
- Tamás Both von Bothfalva (1880-1957), docteur en droit et avocat à Eperjes, propriétaire (Ásgút), officier de réserve, Croix du Mérite militaire et Signum Laudis d'argent. Fils du précédent.
- Antal Both von Botfalva (1824-1901), fils de István. Licencié en droit, il participe à la Révolution hongroise de 1848 où il deviendra premier-lieutenant (fóhadnagy). Membre de la Société militaire de Pest (Pest városi Honvédegylet) en 1890 et président de la Société militaire de Temesvár[12].
- Menyhert I Both von Bothfalva (†1882), fils du juge Gyula. Il est procureur royal (königlicher Ankläger). Il était chargé de l'Affaire de Tiszaeszlár. Ne voyant aune issue entre la politique exigée par ses supérieurs (prouver à tout prix la culpabilité des Juifs) et sa conscience, il met fin à ses jours quelques jours après le début du procès.
- Menyhert II Both von Bothfalva (1857-1916), fils du précédent. Il abandonne son droit et devient artiste. Il étudie la peinture auprès de Bertalan Székely et de Károly Lotz. Il se rend ensuite à Paris où il fut un disciple du peintre Jean-Paul Laurens. Il ouvre en 1887 une école de peinture à Budapest et devient critique d'art au Pesti Hírlap. Il se consacre par la suite principalement au portrait et la peinture de genre. L'une de ses toiles se trouve à la Galerie nationale hongroise[13]. Il reçut une tombe d'honneur au cimetière Kerepesi de Budapest. Époux de Erzsebet née Baghy de Szécsény (1874-1958), frère du député Béla Baghy. Propriétaire du manoir Both-Baghy de Domony (Both-Baghy-kúria) construit en 1830.
- vitéz Gyula Both de Botfalva, commandant au Royal Hussard (huszárőrnagy) durant la Seconde Guerre mondiale[14],[15],[16], il fut également le président de la Ligue de Défense Aérienne du district de Debrecen (Légotalmi Liga Debreceni Kerülete) (1938-1945).
- vitéz Dezső Both de Botfalva, docteur en économie, conseiller économique royal en chef (m. kir. gazdasági főtan.), directeur de la Caisse centrale nationale de crédit (OKH (hu)), officier, président de l'association militaire de Satu Mare (Szatmárnémeti 18. Honv. Gye. Szövetsége) (1926)[17].
- Clara Both von Bothfalva (1907-2000), fille Menyhert II. Élevée au couvent de „Sacré Cœur“ de Budapest, elle vit ensuite à Munich où son père enseigne à l'académie. Après guerre, elle s'installe à Paris et suit des cours de peinture à l'École des beaux-arts. Elle y rencontre son futur mari, le comte Ivan von Wimpffen, qu'elle épouse en 1929 à Budapest. Ils s'installent en Hongrie et y exerce la peinture. Après l'écrasement par les soviétiques de la Révolution hongroise de 1956, ils décident de quitter le pays. Ils s'évadent le 1er décembre en passant par la ville de Osli que ses ancêtres possédaient 700 ans plus tôt. Ils s'installent définitivement aux États-Unis, à Chicago. Elle y peindra des portraits de notables (le sénateur Barry Goldwater, peinture maintenant au Sénat de l'Arizona), le cardinal Vychinski (musée polonais de Chicago) et un retable situé dans l'église St. Stephen de Chicago. Elle retourne en Hongrie en 1994 et meurt le 27 mai 2000 à Bakonyság. Elle est enterrée avec son père au cimetière Kerepesi de Budapest. Elle est le dernier représentant de la famille Both von Botfalva und Bajna.

### Branche Bajnai Both
Branche issue des bothfalvai Both.

#### Histoire
Originaire du comté de Ung, la famille Both de Bajna détenait d'importants domaines en Slavonie ainsi que dans les comtés de Zala, de Somogy et de Baranya. La branche Bajnai s'éteint en ligne masculine au cours du XVIe siècle. Le patronyme Bajnai semble avoir été récupéré par la branche subsistante des Bothfalvai Both, formant le nom de Both von Bothfalva und Bajna, dont le dernier membre s'éteint en 2000 en la personne de Clara, voir plus haut.
Apparaît au début du XVIe siècle la famille Petheő de Bothfalva (bothfalvi Petheő) comme issue des Both de Bajna.
- István (Étienne) Both de Bajna, 1er du nom, fils de Peter Both de Bothfalva. Seigneur du comté de Ung, "homme du roi" (királyi ember en hongrois ; 1451, 1455), il est un familier (familiaritás) de György Pálóczi, grand magnat nommé archevêque d'Esztergom et primat de Hongrie. Il reçoit en récompense de sa fidélité et de ses services le domaine de Bajna vers 1422-1431 et celui de Perőcsény, dans le comté de Hont, en 1479. Il fait construire l'église de Bajna en 1484 ainsi que plusieurs manoirs (udvarház). Il possède à cette époque une centaine de serfs. Un document de 1451 évoque son occupation illégale de terres appartenant à Mihály Csimaszombathi et à son fils László qui lui intentent un procès. István donnera deux bans de Croatie, János et András (voir ci-dessous), avec lesquels la famille accède à la haute aristocratie du royaume.
- János Both de Bajna[1] (†1493), baron du royaume (barones regni), homme politique et général hongrois, il est notamment ban (vice-roi) de Croatie, Slavonie et Dalmatie en 1493. Seigneur de Zsikava en 1492.
- János Both de Bajna[18] (†1521) dit le Jeune, fils du précédent. Il est cité comme ayant fréquenté l'université de Vienne (1504)[19]. Général, il est vice-ban de Croatie et capitaine ("vaillant protecteur": vitéz oltalmazója Nándorfehérvárnak) de la forteresse de Belgrade comme vice-ban de Belgrade (vicebán, vicebáró). Il combat courageusement mais ne peut plus soutenir l'assaut du sultan Soliman le Magnifique et lui livre la forteresse contre la promesse d'un sauf-conduit. Les Turcs ne tiennent pas leur promesse et il est massacré avec ses hommes le 29 août 1521. Époux de Margerit Bánffy de Alsólendva, fille de Miklós, maître des portes[20], baron du royaume, főispán de Pozsony (†1501) et de Margareta Piast, duchesse de Sagan (†1502).
- András (André) Both de Bajna (†1511) dit aussi André de Lábatlan, homme politique, général et ambassadeur du roi Matthias, fils de István Both de Bajna premier du nom. Il est plusieurs fois Ban de Croatie, Slavonie et Dalmatie[21],[22]. Il est baron du royaume [23] à titre héréditaire (1498).
- Erzsébeth Both de Bajna (†1597), fille de György (hu) (1508-1552), général, receveur de Zala et important propriétaire foncier et lui-même petit-fils de János Both de Bajna, et de Borbála Háshágyi, fille de Dénes Háshágyi (fl. 1483-1536). Elle est l'épouse du baron Márk Horvath puis du baron Nicolas Istuanfius, historien humaniste et vice-palatin de Hongrie.
- Magdolna Both de Bajna, fille de Ambrus, seigneur de Ászár (1456-1495), elle est l'épouse de János Korotnoky (†1494), palatin de Hongrie et főispán de Somogy[24]. Leur fils, István, est député de Somogy à la Diète hongroise (1505).
- Bálint Both de Bajna, főispán de Arad (1500-1510)[25],[26],[27].
- Ferenc (François) Both de Bajna (1492-1526), général, collecteur d'impôts de Slavonie et important propriétaire terrien. Son épouse est Ágnes Zsófia Batthyány, fille du ban Boldizsár Batthyány († 1520) et sœur du ban Ferenc Batthyány (1497–1566). Fils de Irme Both de Bajna († ca 1511), magnat, seigneur de Kisigmánd, SzentMihály et autres lieux. Frère du suivant. En octobre 1516, Franciscus Both de Bayna, sa mère Ursula, sa sœur Appollonia et son frère Stephano Both font partie de la Confrérie du Saint-Esprit et s'engagent à des dons réguliers[28].

À son décès en 1526, ses héritiers sont sa veuve et sa fille Dorottya mais son frère, István (†1537), occupe illégalement par les armes les différents domaines : Kisigmánd, SzentMihály, Bajna, Sáp, Sárás, Csimaszombat et Sárisáp. La veuve Ágnes s'en plaint au roi Ferdinand Ier qui ordonne, en vain, la restitution des terres. Cette désobéissance impunie peut s'expliquer par le contexte historique fortement troublé à la suite de la défaite de Mohács face aux turcs mais aussi peut-être par le fait que István fut un précieux allié du roi face à son rival Jean Szapolyai. Ce soutien lui valut également d'être récompensé sous une autre forme : le souverain ordonne au capitaine de la forteresse de Esztergom Thomas Lascanus de mettre ses forces et ses armes à la disposition et à tout moment de István Both de Bajna pour la protection de ses biens. Il n'est pas non plus inquiété sur les biens de sa nièce et belle-sœur qu'il occupe toujours illégalement. Cette dernière, Ágnes née Batthyány, ne décolère pas leurs pertes. Elle récupère en 1536, après une procédure judiciaire de près de dix ans, le seul village de Szentmihályi. Mais son beau-frère, le dit István, décède en 1537 et les deux veuves se mettent d'accord pour gérer ensemble les domaines litigieux. Elles sont accompagnées de certains de leurs enfants Both, d'autres ayant semble-t-il été évincés. Ces domaines ont malheureusement beaucoup perdu de leur valeur à cause des attaques turcs incessantes.
- István II Both de Bajna (†1537). Il est envoyé par le roi Louis II de Hongrie à Lőcse et dans d'autres villes pour une « aide militaire » avant la célèbre bataille de Mohács (1526). Durant cette bataille lui est confiée par le roi et la pape la protection contre les Turcs de tous les trésors des églises (vases d'or et d'argent, croix, pierreries, reliques) de la prévôté de Eger et autour de Lőcse[18],[30]. Il fut un allié non négligeable et non négligé de la politique de Ferdinand Ier. Époux de Erzsébet Derencsényi.
- Gáspár Both de Bajna, châtelain-commandant du château de Szent-György, il soutient un siège contre les Turcs en 1566 et repousse les assaillants avec l'aide de Ferenc Tahy, capitaine de Kanisza[31].

### Branche (szikavai) Bélaváry Both
Branche issue des bajnai Both. 
Voir l'article concernant la famille Burchard-Bélaváry

## Principales alliances
Lasztaméry (vers 1354), Korotnoky (fin XVe), Csapy (fin XVe), Becseri (fin XVe), Csáky (mi-XVIe), Bánffy de Alsólendva (fin XVe-début XVIe), Batthyány (1508), Derencsényi(ca 1508), Balogh de Nebojsza (ca 1520), gradeczi Stansith Horváth (ca 1555), Petróczy (ca 1550), Istvanffy (ca 1560), Háshágyi  (mi XVIe), Hagymássy(début XVe), úszfalvi és mocsolyai Úsz (XVIe), Paksy (mi-XVIe), Tahy (début XVIe (x2) et vers 1915), tibai Tibay (fin XVIe), Lekcsei Sulyok (mi XVIe), Kincsy (mi XVIe), Balpataky (mi XVIe), Recsky (fin XVIe), korláthelmeczi Korláth (ca 1500 ; ca 1590 ; ca 1660), zithaviai Bobest (ca 1600), búlyi és jékei Búlyi (ou Bulyi-Jékey) (fin XVIe-début XVIIe), kükemezei Bánó (mi-XVIIe ; mi-XVIIe), szentmiklósi és óvári Pongrácz (mi-XVIIIe), Olgyay (mi XVIIIe), nagybessenyői Bessenyey (ca 1770), Mokcsay (1779), Izdenczy (ca 1795), Tabódy (ca 1800), iglói és Zabari Szontagh (ca 1830), kassai és lublóvári Raisz (vers 1870), bizáki Puky (1875 ; ca 1898), turchányi és terestyénfalvi Turchányi (ca 1890), szécsényi Baghy (1906), Décsey (ca 1910), csengeri Háczky (vers 1910), Jakabffy (vers 1925), erzsébetvárosi Csiky (vers 1925), bárcziházi Bárczy (1939), von Wimpffen (vers 1930), schnepfenheimi és hassenbergi Wasmer (1933), szandai Sréter (1939), bertóti Berthóty (mi-XXe)

## Possessions
Du Moyen Âge aux Temps Modernes, la famille fut notamment en possession, dans le royaume de Hongrie : 
- des villes et villages de Asguth, Bothfalva, Bajna, Osli, Csorna, Bélavar, Bjelovar, Žikava, Kisigmánd (1500-1511), Lábatlan, Prozsény, Gáborján, Váncsod, Radma, Vorosvar, Lak, Rádó, Gybros, Byled, Cheken, Konaszo, domaine de Hrussó (Szolcsány, Knezsicz, Zsitva-Keresztúr, Kosztolány, Lehota, Lehotka, Zsikava, Hostheolcz, továbbá Szkiczó, Ebedecz, Barócz, Lewes, Lamathyncz praediumok), Szodó (hu) (1534), Zalakomár (1544-1564), Bajša (1485-1504)[39], Mogersdorf, Nagyharsány, Szántó, Babócsa, Újtó, Túrkeve…
- des châteaux de Botszentgyörgy, Siklós (1494-1507), Bajna, Bélavar, Hrussó-vár, Bajnski Dvori, Both-vár, Kemlek-vár (1495)[40], Szávaszentdemeter[41] (XVe)

## Armorial
| Figure | Blasonnement |
| ------ | --- |
|        | Both de Bothfalva De gueules à la bande d'argent, le tout chargé d'un arbaletrier, en armure, de sable. 1460 - Il y a là violation de la règle de contrariété des couleurs : ces armes sont fautives - Au cours de son règne, le roi Matthias Ier de Hongrie confère plusieurs blasons à différentes familles qui l'ont servies. Il était de coutume, depuis le roi Sigismond, de commémorer le don de la noblesse ou de blason en les compilant dans un ou plusieurs volumes. Sous Matthias, les manuscrits sont particulièrement luxueux et sont commandés en grandes quantités dans les ateliers de Florence, de Naples et de la Lombardie. Beaucoup de ces ouvrages ont été perdus et détruits. Le présent blason a été offert par Matthias le 21 février 1460 aux fils de Jakab Both de Bothfalva,. Il est tiré de l'un de ces trop rares manuscrits qui nous soient parvenus. Il est conservé à la Bibliotheca Corviniana, à Budapest (Buda). |
|        | en haut : Both de Bajna Au naturel au dextrochère d'argent sortant d'une couronne d'or, tenant une épée d'argent, garnie d'or, la pointe en haut, le tout d'argent et surplombé d'une étoile et d'un croissant de lune brillant. Fin XVe siècle. au milieu : Blason sculpté, vers 1500-1510 en bas : Armes de Erszébet Both de Bajna, épouse de Nicolas Istuanfius, Au dextrochère d'argent sortant d'une couronne d'or, percé d'une flèche, tenant une épée d'argent garnie d'or, la pointe en haut, le tout surplombé d'une étoile et d'un croissant de lune brillant. 1603 |
|        | Both/Burchart Bélaváry de Sycava Oszkár Bárczay précise que les armes primitives des Bélaváry datent de 1461. Les suivantes datent du renouvellement de 1557 par Ferdinand Ier. Coupé: au 1, d'azur, au griffon passant d'or; au 2, de sable, à trois fleurs-de-lis d'or du même. Devise : « Impavidus ! » (« Sans peur ! ») |